# آموآریب
آموآریب (به لاتین: Amuarib) یک منطقهٔ مسکونی در روسیه است که در داغستان واقع شده‌است.